# Sobradinho
Sobradinho este un oraș în statul Bahia (BA) din Brazilia.